# 30094 Rolfebode
30094 Rolfebode è un asteroide della fascia principale. Scoperto nel 2000, presenta un'orbita caratterizzata da un semiasse maggiore pari a 2,2804185 au e da un'eccentricità di 0,1695592, inclinata di 6,43957° rispetto all'eclittica.
L'asteroide è dedicato all'ingegnere aerospaziale statunitense Rolfe Bode.